# A・J・コール3世
アルフレッド・ジェームズ・コール3世（Alfred James Cole III, 1995年11月27日 - ）は、アメリカ合衆国ジョージア州アトランタ出身のプロアメリカンフットボール選手。NFLのラスベガス・レイダースに所属している。ポジションはパンター。

## 経歴

### カレッジ
ノースカロライナ州立大学では4年間で通算9,288パント獲得ヤードを記録した。

### オークランド / ラスベガス・レイダース
| 6 ft 4+1⁄8 in (193 cm)  | 217 lb (98 kg) | 33+3⁄8 in (85 cm) | 8+3⁄4 in (22 cm) |
| All values from Pro Day |                |                   |                  |

2019年のNFLドラフトでは指名がなく、ドラフト後にオークランド・レイダースと契約した。
2019年シーズン、第1週のデンバー・ブロンコス戦でNFLデビューを果たし、3度のパントで134ヤードを記録した。
2021年12月9日にレイダースと4年総額1,240万ドルの契約延長に合意した。
2021年シーズンは3,202パント獲得ヤードを記録し、自身初となるプロボウル、オールプロファーストチームに選出された。
2022年シーズンも2年連続でプロボウルに選出された。
2023年シーズンはリーグ最長となる83ヤードのパントを蹴り、2年ぶりのオールプロファーストチームに選出された。
契約最終年を迎える2025年5月28日、パンター史上最高額となる、1,100万ドルが保証された4年1,580万ドルの契約延長にレイダースと合意した。